# Chieri '76 Volleyball
Il Chieri '76 Volleyball è una società pallavolistica femminile italiana con sede a Chieri: milita nel campionato di Serie A1.

## Storia
Il Chieri '76 Carol's nasce il 14 maggio 2009: nella denominazione viene riportata la data di fondazione di un altro club pallavolistico chierese, il Chieri Torino Volley Club, precedentemente denominato Pallavolo Chieri e poi Chieri Volley, e la dicitura di Carol's, proveniente dalla società da cui la neonata squadra acquista il titolo sportivo per partecipare al campionato di Serie B2. Dopo una prima annata di metà classificata, è nella stagione 2010-11 che il Chieri '76 Carol's ottiene la promozione in Serie B1, grazie alla vittoria dei play-off promozione, dopo il secondo posto in classifica in regular season.
La squadra disputa quindi, a partire dal campionato 2011-12, quattro stagioni in Serie B1, tutte, eccetto quella 2012-13, con accesso ai play-off promozione: in particolare nella stagione 2014-15 raggiunge la finale, sconfitta dalla Polisportiva San Giorgio di Porcia.
A causa della rinuncia di alcune squadre, la società, che il 28 settembre 2015 muta la propria denominazione in Chieri '76 Volleyball, viene ripescata in Serie A2, partecipando quindi al campionato cadetto 2015-16.
Nella stagione 2017-18 vince i play-off promozione accedendo così alla Serie A1, categoria dove debutta nella stagione 2018-19: al termine del campionato tuttavia retrocede in Serie A2, per poi essere ripescata nella massima divisione. Nell'annata 2019-20 si qualificata per la prima volta alla Coppa Italia, venendo poi eliminata nei quarti di finale. Nella stagione 2020-21 partecipa per la prima volta alla Supercoppa italiana e ai play-off scudetto, venendo eliminato in entrambi i casi nei quarti di finale. 
Nella stagione 2022-23 conquista il suo primo titolo europeo, aggiudicandosi la WEVZA Cup, grazie alla quale si qualifica alla Challenge Cup 2022-23, competizione che poi vince, battendo in finale le rumene del Lugoj, mentre l'annata successiva si aggiudica la Coppa CEV, superando nella doppia finale il Neuchâtel.

## Rosa 2025-2026
| N° | Nome               | Ruolo | Data di nascita   | Nazionalità sportiva |
| -- | ------------------ | ----- | ----------------- | -------------------- |
| 1  | Karla Antunović    | P     | 27 marzo 2002     | Croazia              |
| 2  | Alice Degradi      | S     | 10 aprile 1996    | Italia               |
| 4  | Laura Künzler      | S     | 25 dicembre 1996  | Svizzera             |
| 5  | Ilaria Spirito     | L     | 20 febbraio 1994  | Italia               |
| 7  | Sofia Ferrarini    | C     | 2 giugno 2001     | Italia               |
| 8  | Carola Bonafede    | L     | 16 gennaio 2007   | Italia               |
| 9  | Sara Alberti       | C     | 3 gennaio 1993    | Italia               |
| 10 | Sarah van Aalen    | P     | 21 gennaio 2000   | Paesi Bassi          |
| 11 | Stella Nervini     | S     | 10 settembre 2003 | Italia               |
| 12 | Halimatou Bah      | S     | 21 dicembre 2003  | Francia              |
| 13 | Anett Németh       | O     | 13 dicembre 1999  | Ungheria             |
| 14 | Anastasia Cekulaev | C     | 1º luglio 2003    | Germania             |
| 15 | Elles Dambrink     | O     | 22 giugno 2003    | Paesi Bassi          |
| 17 | Anna Gray          | C     | 15 novembre 1996  | Italia               |

## Palmarès
- Coppa CEV: 1

2023-24
- Challenge Cup: 1

2022-23
- WEVZA Cup: 1

2022